# Городская усадьба Мясоедовых
Городска́я уса́дьба Мясое́довых — московская городская усадьба, возведённая в стиле классицизм во второй половине XVIII века на углу улиц Большая Дмитровка и Кузнецкий Мост. Архитектором строения предположительно считается Матвей Казаков. В разное время в доме находились Московская театральная школа и контора императорских театров. С 1948 года здание занимает Государственная библиотека искусств. В 1995-м архитектурный ансамбль усадьбы внесён в список объектов культурного наследия России.

## История

### XVIII—XIX века

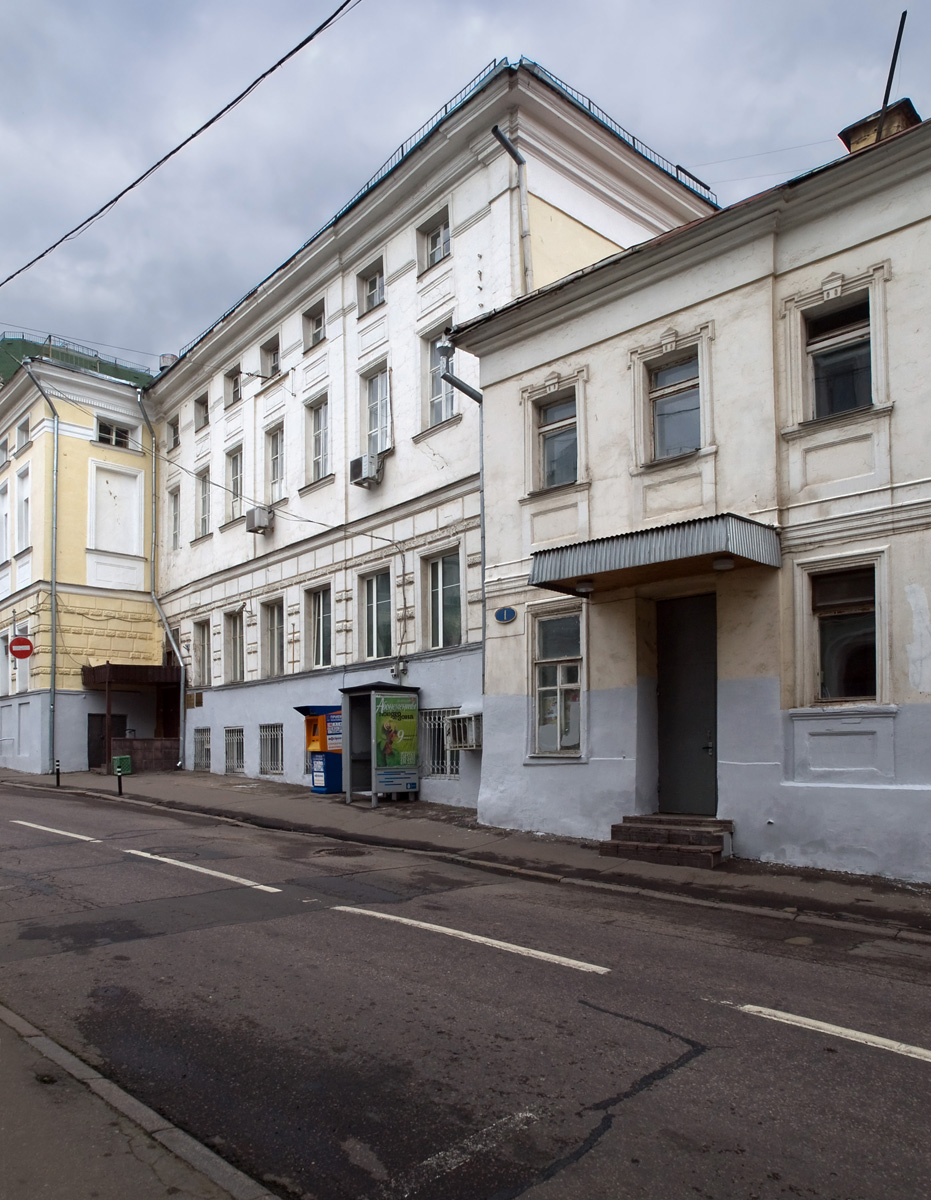
Вид на одно из крыльев усадьбы с улицы Кузнецкий Мост, 2009 год

Главный дом с хозяйственными постройками возводили во второй половине XVIII века на месте каменных боярских палат. Своё название усадьба получила в честь тайного советника Николая Мясоедова, который владел ею в 1790-е годы.
В 1813 году дом приобрёл сенатор Фёдор Толстой — коллекционер славяно-русских рукописей и старопечатных книг. При нём главный корпус, пострадавший от пожара 1812-го, реконструировали. Племянник хозяина здания, художник Фёдор Толстой, описывал дом как «чрезвычайно богато убранный, наполненный мрамором, бронзою и фарфором».
В 1829-м городская усадьба была передана дирекции императорских театров, с 1830 года в ней также разместилась Московская театральная школа. Для неё во дворе дома Мясоедовых построили два дополнительных корпуса и оборудовали танцевальный зал. Театральная школа занимала территорию усадьбы до 1863-го, после чего переехала в Неглинный проезд.
В разное время на территории дома Мясоедовых проживали преподаватели и учащиеся театральной школы. В число известных обитателей усадьбы этого времени входят актрисы Надежда Медведева и Гликерия Федотова, актёр Михаил Щепкин, преподававший в школе драматическое искусство с осени 1832 года. В здании также жил директор императорских театров Владимир Теляковский. Кроме того, в главном корпусе при дирекции императорских театров работали писатель Евгений Салиаси, драматург Александр Островский. В 1895-м внучатый племянник бывшего хозяина усадьбы писатель Лев Толстой зачитал в доме Мясоедовых только что написанную пьесу «Власть тьмы» артистам Малого театра.

### XX—XXI века
После Октябрьской революции в здании располагались Управление государственных театров и Комитет охраны государственных музыкальных инструментов, который возглавлял нарком просвещения Анатолий Луначарский.
С 1948-го по настоящее время в главном доме находится Государственная театральная библиотека, позднее переименованная в Российскую государственную библиотеку искусств. В 1980-х годах в одном из флигелей усадьбы размещалось представительство «Балкантурист».
В 1981 году на фасаде главного корпуса была установлена мемориальная доска в память о театральном руководителе Елене Малиновской, жившей и работавшей в корпусах дома Мясоедовых. В пристройках и флигелях усадьбы также находились квартиры артиста Малого театра Владимира Давыдова, певцов Надежды Обуховой и Ивана Козловского, дирижёра Арисия Лазовского, артиста балета Виктора Смольцова и востоковеда-медиевиста Бориса Заходера.
По состоянию на 2018 год усадьбу готовят к реставрационным работам, которые должны продлиться около одного года. Общая стоимость ремонтных работ оценивается в 16,7 миллиона рублей.

## Архитектурные особенности
Ансамбль усадьбы представляет собой образец зрелого классицизма, он формировался в течение середины XVIII — первой трети XIX века. В него входят центральный корпус, жилой флигель, образующий полукруглое пространство парадного двора, хозяйственный двор и конюшня. План и фасад главного дома с подробной экспликацией помещений предположительно разработал архитектор Матвей Казаков. Фасад двухэтажного главного здания с антресолями, сохранившийся с XVIII века и дополненный штукатурным декором во второй половине XIX столетия, выходит на улицу Большую Дмитровку, по Кузнецкому Мосту расположены флигеля усадьбы. Ранее дом Мясоедовых выходил в Кузнецкий переулок высоким деревянным крыльцом, а торец был укреплён контрфорсами. Передную часть строения выделяет ризалит с пилястровым коринфским портиком.
В здании частично сохранились планировка и отделка интерьеров первой половины XIX века. Его парадная анфилада состоит из большого зала, гостиных, рабочего кабинета и хозяйской спальни, декорированных карнизами и колоннами. Анфилада отделена от задних жилых помещений под антресолями широким коридором.